# Atherospermataceae
Die Atherospermataceae sind eine Pflanzenfamilie aus der Ordnung der Lorbeerartigen (Laurales).

## Beschreibung

### Habitus und Stamm
Die Atherospermataceae sind Bäume oder Sträucher. Das Sekundäre Dickenwachstum verläuft normal. Die Knoten sind unilakunär mit einem Blattspurstrang. Die Siebröhren-Plastiden sind vom P-Typ I(a).

### Blätter
Die Blätter sind gegenständig, gestielt und ohne Nebenblätter. Sie sind einfach und aromatisch. Der Blattrand ist grob gezähnt, teilweise mit Drüsen an den Zähnen. Die Anatomie ist dorsiventral. Im Mesophyll befinden sich keine Schleimzellen. Die Stomata sind paracytisch oder anomocytisch.

### Blütenstände und Blüten

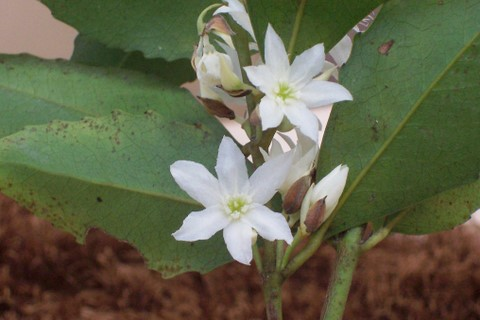
Doryphora sassafras

Die Blüten stehen einzeln oder in Zymen. Die Pflanzen sind zwittrig, monözisch oder diözisch. Es gibt auch eingeschlechtige Blüten. Die Blüten sind relativ klein.
Die Blütenhülle ist in Kelch und Krone gegliedert, nur kelchförmig oder fehlend. Wenn vorhanden gibt es vier (2 + 2) oder sechs bis 20 Kelchblätter in zwei (drei) Wirteln. Kronblätter, wenn vorhanden, sind sieben bis 20 in einem Wirtel.
Das Androeceum besteht aus 12 bis 100 Staubblättern in ein oder zwei Wirteln. Es sind alle fertil, lediglich in den Zwitterblüten von Doryphora kommen auch Staminodien vor. Die Staubfäden besitzen Drüsenschuppen an der Basis. Die Antheren sind adnat und öffnen sich mit länglichen Klappen, die an der Spitze der Theka ansetzen. Der Pollen ist di- oder tri-aperturat (sulculat).
Das Gynoeceum besteht aus drei bis 100 freien, schraubig angeordneten Fruchtblättern. Es ist oberständig oder manchmal leicht in das Receptaculum eingesenkt. Der Griffel setzt seitlich an. Jedes Fruchtblatt hat eine anatrope Samenanlage mit basaler Plazentation.

### Früchte
Die Fruchtblätter entwickeln sich zu trockenen Schließfrüchten ähnlich den Achänen. Die Samen besitzen ein öliges Endosperm. Die Verbreitung erfolgt durch den Wind (Anemochorie).

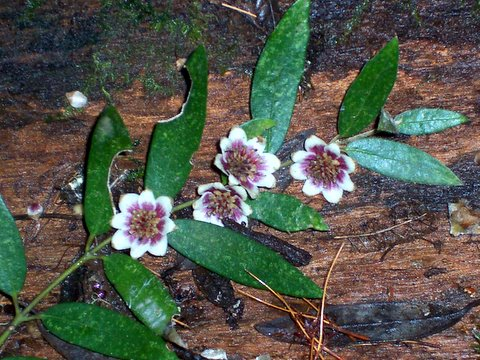
Atherosperma moschatum

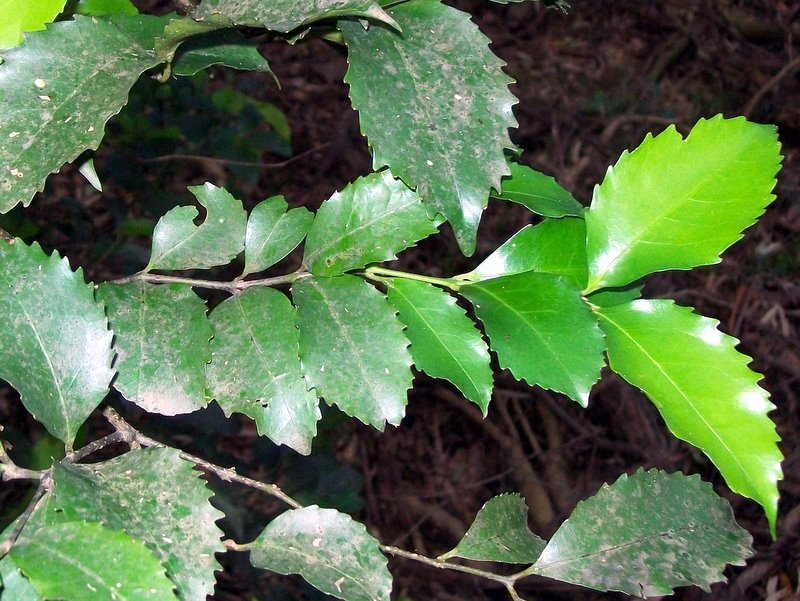
Daphnandra johnsonii

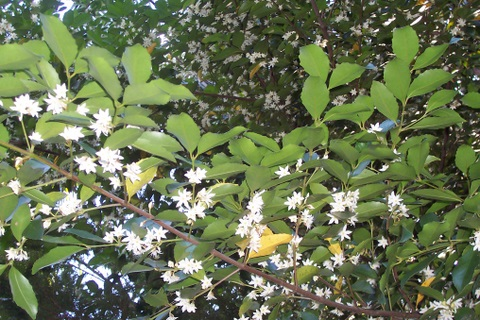
Doryphora sassafras

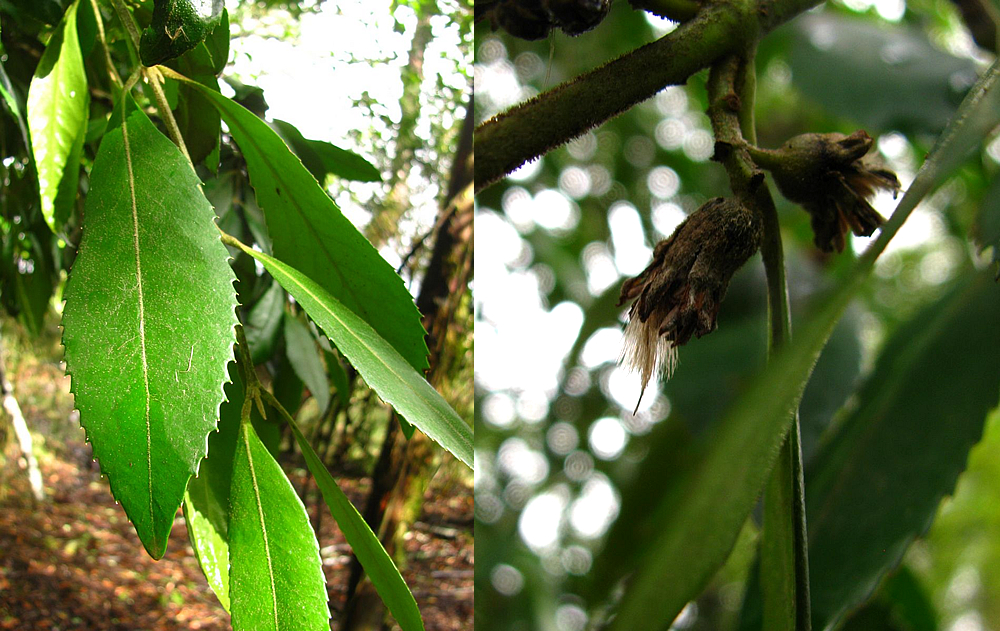
Laureliopsis philippiana

### Chemische Merkmale
In der Familie sind Flavonole nachgewiesen worden, Kaempferol und Quercetin.
Die Chromosomenzahl beträgt x = 22.

## Verbreitung
Die Familie kommt in den temperaten bis tropischen Gebieten der Südhalbkugel vor: Australien, Tasmanien, Neuguinea, Neuseeland, Neukaledonien. Zwei Gattungen kommen in Chile vor.
In Chile sind die Vertreter der Familie wichtige Elemente der Lorbeerwälder, in Neuseeland und Tasmanien in den temperaten immergrünen Wäldern zwischen 800 und 2400 m Seehöhe.

## Systematik
Die Schwestersippe innerhalb der Laurales sind die Gomortegaceae. Die gemeinsamen Merkmale sind das Vorhandensein von Knospenschuppen; Siebröhrenplastiden mit Fibrillen; die äußeren, nicht die inneren Staubblätter sind zu Staminodien umgewandelt; und ein kurzer Griffel.
Die Familie selbst ist monophyletisch.
Es gibt sieben Gattungen mit 16–22 Arten:
- Atherosperma Labill., endemisch in Tasmanien mit etwa fünf Arten
- Daphnandra Benth., mit etwa sieben Arten in Neuguinea und Australien
- Doryphora Endl., mit zwei Arten in Nordostaustralien
- Dryadodaphne S. Moore, mit etwa drei Arten in Neuguinea und Australien
- Laurelia Juss., mit einer oder zwei Arten in Südamerika und Neuseeland
  - Laurelia sempervirens (Ruiz & Pav.) Tul.: Aus Chile.
- Laureliopsis Schodde mit nur einer Art in Südamerika:
  - Laureliopsis philippiana (Looser) Schodde: Aus Chile und Argentinien.
- Nemuaron Baill., mit einer oder zwei Arten in Neukaledonien.

Die Gattungen wurden früher teilweise zu den Monimiaceae gestellt.
Vertreter der Familie sind aus antarktischen Wäldern der späten Kreide/des frühen Tertiär bekannt. Die ältesten Fossilien sind rund 88 Millionen Jahre alt. Das Alter der Familie wird auf 88 bis 115 Millionen Jahre geschätzt. Einzelne Arten und Gattungen (Atherosperma, Laurelia novae-zelandicae) sind knapp 70 Millionen Jahre alt.